# ТЕС Суонбенк
ТЕС Суонбенк — теплова електростанція в австралійському штаті Квінсленд.
На першому етапі розвитку майданчика ввели в дію три черги, а саме:
- шість парових турбін черги Суонбенк А потужністю по 66 МВт, які стали до ладу в 1966 (два, 1967, 1968 (два) та 1969 роках;
- дві встановлені на роботу у відкритому циклі газові турбіни, що працювали на спільний генератор. Вони становили запущену в 1969-му чергу Суонбенк С та забезпечували потужність у 28 МВт;
- введені в 1970, 1971, 1972 та 1973 роках чотири парові турбіни черги Суонбенк В потужністю по 125 МВт.
У 1999-му станція отримала чергу D із однієї встановленої на роботу у відкритому циклі газової турбіни потужністю 37 МВт, яку, втім, вивели з експлуатації вже у 2004 році.
У 2002-му запустили сучасну парогазову станцію комбінованого циклу Суонбенк E. Вона отримала один блок потужністю 385 МВт, в якому одна газова турбіна потужністю 260 МВт живить через котел-утилізатор одну парову турбіну з показником 120 МВт. Блок має паливну ефективність 58 % (за іншими даними — 55 %).
З плином часу застаріле обладнання виводили з експлуатації, так, у 2002, 2005 та 2012 роках закрили черги С, А та В відповідно.
Черги А та В звели з розрахунку на споживання вугілля, тоді як для станції Е основним паливом обрали природний газ, що надходить по трубопроводу Валлумбілла – Брисбен.
Видалення продуктів згоряння черги А організували через три димарі заввишки по 122 метри, тоді як станція В мала два димарі по 137 метрів. Розрахована на значно екологічніше паливо черга Е отримала димар заввишки лише 40 метрів.
Для охолодження станції А та В використовували воду, що надходить із водосховища греблі Мугера (на Рейнольдс-Крік зі сточища річки Брисбен) та водосховища ГАЕС Вівенго (почало діяльність в 1984-му на самій річці Брисбен). У 1996-му побіч з майданчиком ТЕС спорудили водосховище на струмку Бундамба-Крік (сточище все тієї ж Брисбен), яке утримується греблею заввишки 8 метрів та має об'єм 0,8 млн м3.
Видача продукції відбувається по ЛЕП, що працюють під напругою 275 кВ та 110 кВ.
Власниками станцій А, В, С та D була державна Stanwell Corporation, тоді як проєкт Сванбенк Е реалізували через так само державну CS Energy. В 2018-му штат Квінсленд створив компанію CleanCo Queenland, що перебрала на себе активи обох попередніх власників.